# William Bonville, I barone Bonville
William Bonville, I barone Bonville (Old Shute House, 1392 o 1393 – St Albans, 18 febbraio 1461), nobile britannico partecipò alla Guerra delle due rose, fedele sostenitore della Casa di York, partecipò alla Seconda battaglia di St Albans e venne giustiziato per ordine di Margherita d'Angiò, moglie di Enrico VI d'Inghilterra, rappresentante della Casa di Lancaster.

## La famiglia intricata
I Bonville erano un'antica famiglia del West Country e William Bonville nacque fra il 1393 e il 1394 a Old Shute House, nel Devon, da John Bonville (1371circa-1396) che premorì sia al padre William Bonville (1332circa-febbraio 1408) che alla madre Margaret Daumarle (morta 25 maggio 1399).
La madre di William era Elizabeth FitzRoger (15 agosto 1370-15 aprile 1414) l'unica figlia di John FitzRoger (morto fra il 1370 e il 1372), sua madre di nome faceva Alice e taluni sostengono che il suo cognome fosse Cheddar. John FitzRoger discendeva da Robert de Holland, I barone di Holand un nobile del Lancashire, uomo molto vicino a Tommaso Plantageneto. Dopo la morte di John, Alice si risposò altre quattro volte, con Sir Edmund de Clyvedon (morto 16 gennaio 1376), da cui non ebbe figli, Sir Ralph Carminow (morto fra il 1386 e il 1387), da cui ebbe una figlia chiamata Alice, Sir John Rodney (morto 19 dicembre 1400) da cui non ebbe figli ed infine con William Bonville, il nonno di William. Alice morì il 27 dicembre 1426 e il suo quinto matrimonio fece sì che i genitori di William, John ed Elizabeth divenissero, dopo le loro nozze, fratellastri poiché nati da matrimoni differenti dei propri genitori.
William aveva altri tre fratelli:
- Thomas Bonville
- Isabel Bonville
- Philip Bonville

Dopo la morte del marito sua madre si risposò con Richard Stukeley, un gentiluomo dell'Essex da cui ebbe due figli, Richard e Hugh. Mentre Elizabeth morì nel 1414 il suo secondo marito visse fino al 1441 morendo poco prima del 28 novembre.

## La carriera e la morte

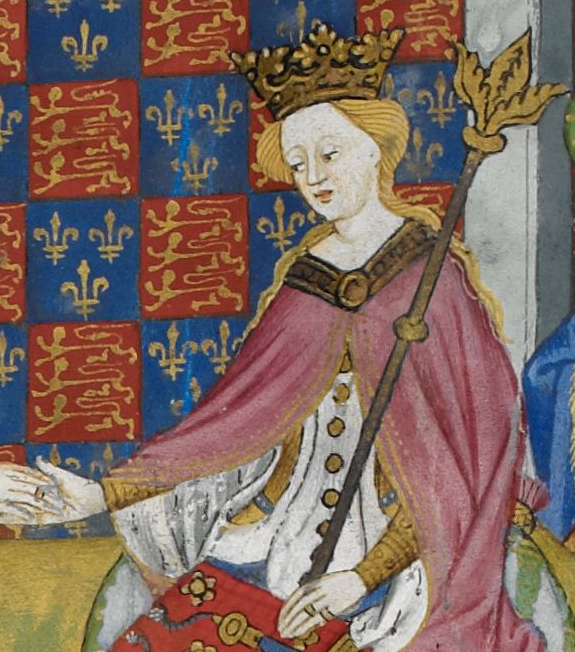
Margherita d'Angiò

Giacche il padre di William morì nel 1399 egli divenne l'erede sia di suo nonno che di sua madre. Prima che Enrico V d'Inghilterra partisse per la sua campagna in Francia William venne creato cavaliere nel 1417 e successivamente venne nominato Knight of the Shire (un membro del parlamento che perorava gli interessi della contea) per il Somerset e il Devon rispettivamente nel 1421 e 1422 e poi ancora nel 1425 e 1427. Nel 1423 venne creato High Sheriff del Devon, fu a più riprese Siniscalco dell'Aquitania dal 1442 al 1453 e governatore dell'Castello di Rougemont dal 1453 al 1461. Fra il 10 marzo 1449 e il 30 luglio 1460 fu più volte chiamato in parlamento e l'8 febbraio 1461 fu insignito dell'Ordine della Giarrettiera.
Nel 1441 scoppiarono delle rivolte a seguito di una disputa sul Ducato di Cornovaglia fra i Bonville e Thomas de Courtenay, V conte di Devon, il sovrano tentò di mettere pace, ma senza un successo duraturo tanto che nel 1453 i due furono coinvolti in un combattimento a Clyst St Mary che provocò diversi feriti.
Secondo alcuni storici William apparve totalmente fedele a Enrico V e alla Casa di Lancaster fino a che non si unì alla Casa di York alla battaglia di Northampton del 10 luglio 1460. Sia suo figlio William che suo nipote, William Bonville, VI barone Harington (1442-30 dicembre 1460) furono giustiziati a seguito della sconfitta yorkista alla Battaglia di Wakefield.
Meno di due mesi dopo si combatté la Seconda battaglia di St.Alban's e William insieme a Sir Thomas Kyriel furono presi prigionieri dai lancastriani usciti vittoriosi dallo scontro. I due uomini erano stati incaricati di fare la guardia a Enrico VI per assicurarsi che non venisse ferito, il re era stato infatti preso prigioniero da Richard Neville, XVI conte di Warwick ed era stato portato nelle retrovie del campo di battaglia, per la nobiltà mostrata da William e dal compagno Enrico promise loro l'immunità. La moglie Margherita d'Angiò era d'altro parere, ricordò che William era stato fra coloro che avevano preso il re in custodia dopo la battaglia di Northampton e volle vendetta. A dispetto degli ordini del marito ordinò che William e Thomas Kryel fossero giustiziati il 18 febbraio 1461, si adduce ancora oggi che Margherita mise i due davanti al giudizio del figlio di sette anni Edoardo di Lancaster chiedendogli come dovevano morire ed egli rispose che doveva essere loro tagliata la testa.
William non venne privato dei titoli e delle proprietà, circa tre settimane dopo al trono saliva lo yorkista Edoardo IV d'Inghilterra e alla sua vedova, Elizabeth, venne assegnato un cospicuo mantenimento per i servigi resi dal marito.
Dopo la sua morte i titoli passarono alla bisnipote Cecily Bonville, VII baronessa Harington, figlia del suo defunto nipote, nel giro di poche settimane la bambina, di circa sette mesi, divenne una delle più ricche ereditiere del paese avendo ereditato i possedimenti dei Bonville e della baronia di Harington che era stata appannaggio del padre. A suo tempo Cecily sposò Thomas Grey, I marchese di Dorset figlio di primo letto di Elisabetta Woodville, moglie di Edoardo IV.

## Matrimoni e figli
In un contratto datato al 12 dicembre 1414 risulta l'unione di William con Margaret Grey da cui ebbe:
- William Bonville (morto il 30 dicembre 1460, sposatosi con Elizabeth Harington ebbe un figlio William Bonville, VI barone Harington che morì insieme a lui a Wakefield
- Elizabeth Bonville (morta 14 febbraio 1491)
- Margaret Bonville (morta prima del luglio 1487)

Dall'amante Elizabeth Kirkby ebbe un figlio:
- John Bonville

Poco dopo il 9 ottobre 1427 William si risposò con Elizabeth Courtenay (morta 18 ottobre 1471), i due non ebbero figli.